# Il mio anno preferito
Il mio anno preferito è una raccolta di tredici racconti di ambito calcistico curata da Nick Hornby. Ciascuno dei 12 autori selezionati dallo scrittore inglese (il tredicesimo è Hornby stesso) viene chiamato a raccontare l'annata calcistica che gli ha regalato le maggiori emozioni.

## I racconti
- Roddy Doyle - Repubblica è una bellissima parola

Il ricordo del mondiale di Italia 90, vissuto dentro a un pub di Dublino da un tifoso dell'Irlanda. Dal vittorioso girone di qualificazione contro Inghilterra, Paesi Bassi e Egitto alla sconfitta nei quarti di finale contro l'Italia per colpa dei gol di Schillaci.
- Harry Pearson - Un campionato di tranquilla inutilità

Le gioie di un campionato senza infamia e senza lode, quello del Middlesbrough del 1990/91 che dopo un'altalena di vittorie e sconfitte si concluse al primo turno dei playoff contro il Notts County.
- Harry Ritchie - Take my whole life too

La promozione in Premier league scozzese della piccola squadra dei Raith Rovers, vissuta in un misto fra gioia e continuo scetticismo. Partite vissute davanti al televideo, i gol di Gordon Dalziel visti in videocassette spedite dal padre, a causa del lavoro che l'ha costretto a emigrare a Londra ma non ha affievolito passione ereditata per via paterna. Sino ad arrivare alla meritata festa per la promozione, anche se poi la permanenza nella massima serie durerà un solo anno.
- Ed Horton - Scomparire?

Il campionato 1991/92 dell'Oxford United, a un passo dal fallimento economico dopo l'improvvisa morte del proprietario Robert Maxwell. La cronaca di un crack finanziario che portò al licenziamento di migliaia di lavoratori si intreccia con la prova d'orgoglio della squadra che riesce a salvarsi nonostante un avvio disastroso e la vendita forzata dei migliori giocatori.
- Olly Wicken - Illusioni di grandeur

Il campionato 74/75 di Third Division del Watford visto attraverso gli occhi di un ragazzino di undici anni. La possibilità di fare il raccattapalle è vista come un modo di stare vicino ai propri idoli e contribuire ai loro successi, che il giovanissimo tifoso con entusiasmo e ottimismo non può fare a meno di prevedere per la propria squadra. Sino al sorprendente finale.
- D.J. Taylor - Fattene una ragione, Hansen

Nel 1992-93 il Norwich City, fra la sorpresa e lo scetticismo dei giornalisti sportivi, rimase a lungo in testa in Premier League arrivando poi terzo. Taylor pone l'accento più sul modo in cui vengono trattate le "piccole squadre" dalla stampa che sulla cronaca vera e propria di una stagione comunque ottima.
- Huw Johnson - Il vangelo secondo san Giovanni l'alchimista

Nel 1978/79 lo Swansea City, sotto la guida del nazionale gallese John Toshack ottenne la seconda di quattro promozioni che lo portarono in pochi anni dalla quarta alla prima divisione. L'impresa, vissuta in esilio da Cambridge per ragioni universitarie, si coronò il giorno in cui Margaret Thatcher vinse per la prima volta le elezioni. "e al momento mi sembrò uno scambio equo".
- Nick Hornby - Il vizio di Abbey

Hornby lascia da parte l'amore per l'Arsenal raccontato in Febbre a 90° per raccontare l'incredibile serie di 31 partite senza vittorie del Cambridge United nella stagione 1983/84. Serie che si interruppe a sorpresa contro il Newcastle United che per colpa di quella sconfitta perse la promozione in First Division.
- Chris Pierson - L'anno d'oro

È difficile trovare una stagione da ricordare per un tifoso del St Albans City, squadra dilettantistica che non vince un campionato da più di sessant'anni e non ha mai vinto una coppa degna di questo nome. Pierson sceglie, più per motivi personali che calcistici, la stagione 1971/72 descrivendo con nostalgia l'atmosfera del calcio minore inglese anni settanta, fra incontri infrasettimanali per le innumerevoli e inutili coppe e amare e immeritate sconfitte da parte di avversari "disonesti".
- Matt Nation - Cosce da elefante

Il racconto della promozione del Bristol City, che guidato dalla poderosa coppia di attaccanti Robbie Turner e Bob Taylor (le cosce da elefante del titolo sono quelle di Taylor) riuscì a terminare al secondo posto il campionato di Third Division alle spalle però degli odiati rivali dei Bristol Rovers.
- Graham Brack - Où sont les neiges d'antan?

Nel 1962 Brack ha sette anni e il suo cuore è diviso fra Sunderland e Charlton Athletic. Entrambe le squadre partecipavano al campionato di Second Division 1962-1963 con obiettivi opposti: il Sunderland per la promozione e il Charlton per la salvezza. Alla fine solo una delle due riuscirà a centrare il suo obiettivo.
- Don Watson - Psycho Mike e il pattinaggio fantasma

La passione per il mitico Leeds United degli anni settanta spinge lo "scozzese in esilio" Watson a inventarsi un'improbabile passione per il pattinaggio come alibi per seguire la squadra in trasferta negli alti e bassi del campionato del 1974/75. A rendere indimenticabile la stagione fu però la sfortunata avventura in coppa dei campioni terminata con l'immeritata sconfitta in finale contro il Bayern Monaco e gli incidenti allo stadio che costarono al Leeds la squalifica dalle coppe europee.
- Giles Smith - Sul campo per posta

Il non poter vedere dal vivo le partite del suo amato Chelsea non scoraggia il giovanissimo Smith che decide di farsi spedire per posta gli autografi dei suoi idoli (iniziando da Peter Bonetti) e tutti i programmi delle partite della stagione 1973/74.

## Edizioni
- AA.VV., Il mio anno preferito, collana Narratori della fenice, Guanda, 2006,  p. 245, ISBN 88-8246-952-2.